# 胡金銓
胡金銓（英語：King Hu，1932年4月29日—1997年1月14日），香港和台灣的武侠電影導演，1932年出生於北平，籍貫河北永年，是新派武侠电影的先驱人物。胡金銓将中国传统的水墨画与戏曲元素纳入电影之中，擅长在镜头语言中加入留白、云雾等国画表現形式，營造空灵的意境，开创了个人独特的电影风格，其代表作有着中式古典传统美学意韻，是華人世界最早享譽世界的导演之一。胡金銓曾與邵氏電影公司另外三位擅於拍攝古裝或武俠片的名導演李翰祥、張徹及楚原合稱「四大帥」或「邵氏四大導演」。胡金銓作品风格后来对李安、徐克、吴宇森等导演产生了重要影响。

## 生平
胡金銓出生於北京的書香門第，祖父为清末山西巡抚胡景桂，父親胡源深任職河北井陘煤礦技師。胡稍長赴河北省井陉煤矿坑就读幼稚园，七七事变后返回北京；1938年入讀北京市東城區府學胡同小學，1943年入讀北平匯文中學，並在該校修畢初中及高中課程。
1949年，胡金铨只身离开北京前往香港，原本想留学美国，并已经收到入学申请书，但由于国共内战无法成行。胡金铨又想报考香港的理工院校，但不被获准，由于未带生活费来港，从而转向就业，入嘉華印刷廠當助理會計兼校對，與宋存壽同事，因脾气倔强遭解雇以後，前往某广告公司任廣告畫師，繪電影廣告。后由蒋光超介绍，1951年转入费穆主持之龙马电影公司担任广告、海报、布景等工作，但因不懂电影工作半个月后又被解雇。在绘制电影海报、广告期间，胡金铨同时兼任家庭教师，学生沈家乐的父亲沈天荫看到其绘制的海报后颇为赏识，胡金铨从而於1952年进入香港长城制片公司美工科担任陈设，万古蟾为其主任，胡金铨与李翰祥两人结识。在此期间，胡金铨为《一板之隔》和《一家春》等电影担任了道具工作。
1953年，胡金铨与宋存壽、蒋光超、李翰祥等七人结为异姓兄弟，号为“七大闲”，其中胡金铨与李翰祥关系最为密切。胡金铨由长城电影公司转到永華影業公司后，由李翰祥推荐，胡金铨在严俊导演的《吃耳光的人》（上映時亦曾更名為《笑声泪痕》）中担任主要演员，开始从事演员工作，同时兼职做广播员，并在“美国之音”中结识了邹文怀，在此期间，胡金铨还将自己的汽车借给邹文怀和李翰祥，帮助他们结婚。1956 年參演電影《長巷》， 
1958年，經李翰祥介紹入邵氏公司任演員，後兼任編劇及助導。1960年參演李翰祥執導的電影《後門》，1963年在《梁山伯與祝英台》（李翰祥導演）與高立及王月汀等聯合擔任分組執行導演。1962年編導《玉堂春》，這是他在李翰祥策劃下首度獨立執導，是部古裝歌唱劇，於1964年正式公映。1963至1964年執導抗戰電影《大地兒女》，由陳厚及樂蒂夫婦領銜主演，胡金銓本人亦參加演出。1966年導演《大醉俠》，奠定後來的作品風格，影響華語武俠電影甚深。翌年離開邵氏公司，赴臺灣加盟聯邦影業拓展電影拍攝的相關工作。
1967年在臺灣執導《龍門客棧》，票房極佳，使他能夠開拍雄心更大的《俠女》。《俠女》上下集製作歷時三年，直至1971年方完成，賣座極差，又因拍攝期程延誤過久與聯邦影業漸行漸遠，遂返回香港繼續自身的導演創作工作。1975年《俠女》獲得第二十八屆坎城影展最高技術委員會大獎，一躍成為國際知名導演。同年攝製《忠烈圖》，企圖追求較前此武俠作品更高的意境。1977年胡金銓赴南韓拍攝《空山靈雨》和《山中傳奇》兩片，終以《山中傳奇》獲第十六屆金馬獎最佳導演、最佳美術設計獎。1978年入選英國「電影指南」當年「世界五大導演」。
除富於禪意的古裝片之外，胡金銓也曾於1981年嘗試拍攝時裝喜劇《終身大事》。1992年獲香港導演協會頒贈終身榮譽大獎。長年籌拍《華工血淚史》，原訂1997年7月開鏡，卻在該年1月因心導管擴張手術失敗逝世於臺北榮民總醫院，享年六十五歲。骨灰安放於美國加利福尼亞州洛杉磯玫瑰崗墓園。

## 成就
《大醉侠》是胡金铨早期电影的代表作，也是华语电影中最早使用武术指导的电影，成为了20世纪60年代香港新派武侠电影的先驱之作，与张彻、楚原等人一道改写了武侠片风格。1971年，胡金铨拍摄出了《侠女》，这部电影在戛纳电影节获得了最高技術委員會獎，使其本人赢得了世界性的声誉。
胡金铨注重电影中的艺术性，其电影中借鉴了许多传统绘画与戏曲中的元素，尤其是其电影配乐中所用京剧的锣点声尤为人所称道。胡金铨在明史上颇有研究，所拍武侠电影时代也多集中在明朝，其电影中许多服装、房屋等道具的设计细节都经过其仔细的考究。在业界，胡金铨以认真著称，在拍摄《侠女》的过程中花费上千万台币耗时九个月制作古街道，在拍摄影片的过程中也往往为了等合适的天气而耗费大量时间。胡金铨本身也是为书法家和水墨画家，其电影作品运用了许多中国水墨画元素，其前妻鍾玲曾在《鬼气、美感与文化》一文中指出，胡金铨在展现风景时多采用观画者看手卷的方式，“银幕上出现书生在大自然中徒步长途行走，他大多从银幕的左方出场，走向右方。此时，壮丽的风景即随着书生的移动以水平方向呈现在观众面前”。此外国画里“无中生有”的留白技巧也在他的许多影片中得到广泛使用。
胡金铨的电影被许多电影人推崇，李安、徐克、许鞍华、侯孝贤等导演都受其影响，与其多次合作的徐枫、上官灵凤、郑佩佩、白鹰、石隽等演员也多受其提携。

## 评价
- 大卫·波德维尔（英语：David Bordwell）在其著作《电影诗学》中评价胡金铨为“亚洲最优秀的导演之一”，认为其电影“表现出一种挥洒自如的精湛的专业风格，却又甚少学究气”[17]。
- 在纪录片《艺术的追寻：李安谈胡金铨》中，李安表示胡金铨是中国最早注意到电影的艺术性的人之一，并有志于在电影中表现中国的传统文化，认为自己受到其影响，尤其是受胡金铨电影中的“气韵”影响最深。在其影片《卧虎藏龙》中，致敬了胡金铨电影《侠女》中著名竹林戏场景。
- 在胡金铨纪念展上，徐克接受采访说到《新龙门客栈》(1992年，徐克作品)中的金镶玉相当于是对胡金铨导演《迎春閣之風波》其中角色的“某种致敬”，是闯入胡金铨电影世界的某种行为的写照。他认为《侠女》中的场景“到现在没有人可以重做出来”，胡金铨是“一个比我们强很多倍的电影界的巨人”。

## 家庭
胡金铨其祖父为山西巡抚胡景桂。父亲胡源深，字海青，曾留学日本京都帝国大学，学习煤矿专业，在井陉煤矿工作过，后被关入热河劳改营，在20世纪50年代去世。

## 作品

### 执导电影
- 1963 《梁山伯與祝英台》（執行導演，「金銓」名義，與高立、王月汀共同擔任）
- 1964 《玉堂春》
- 1965 《大地兒女》
- 1966 《大醉俠》（「金銓」名義）
- 1967 《龍門客棧》
- 1970 《喜怒哀樂》之「怒」
- 1971 《俠女》(台灣上映時曾拆為上下兩集，下集並改名《靈山劍影》)
- 1973 《迎春閣之風波》
- 1975 《忠烈圖》
- 1979 《空山靈雨》
- 1979 《山中傳奇》
- 1981 《终身大事》
- 1983 《大輪迴》之『第一世』
- 1983 《天下第一》
- 1990 《笑傲江湖》
- 1993 《畫皮之陰陽法王》

### 未完成电影
- 《張羽煮海》(張羽鬧龍宮) 動畫電影長片，預計90分鐘。 1983、1984年策畫，與宏廣卡通(宏廣股份有限公司)合作。
- 《美猴王》動畫電影
- 《華工血淚史》胡金銓1982年開始籌劃，1996年底獲得英國Goldcrest公司同意投資一半資金，原訂1997年7月開鏡。由張家振、吳宇森擔任執行製片，周潤發允諾擔綱主角。因導演胡金銓1997年1月回台灣進行心臟導管氣球擴張術，不料術後辭世，享年六十五歲。
- 《維也納事件》(僅有試拍片，演員:張艾嘉)

## 相關作品
- 2022 紀錄片《大俠胡金銓》(The King of WuXia) 由知名導演林靖傑執導。在「島嶼江湖：武俠在台灣」影視聽特展完整首映。院線版分兩部曲上映，「第一部曲：先知曾經來過」、「第二部曲：斷腸人在天涯」在台灣2022年10月上映。

## 相關展覽
- 2012《胡說:八道-胡金銓武藝新傳》本展覽從7月3日至8月26日於台灣台北當代藝術館展出。由台灣國家電影資料館、台北當代藝術館共同主辦。